# إيفان مارش
إيفان مارش هو لاعب كرة قدم أسترالية روسي، ولد في 24 مايو 1943.

## وصلات خارجية
- إيفان مارش على موقع AustralianFootball.com (الإنجليزية)
- إيفان مارش على موقع AFLtables.com (الإنجليزية)